# 維琪·維爾
維多利亞·「維琪」·維爾（英語：Victoria "Vicki" Vale），是一名在DC漫畫出版的漫畫中登場的虛構人物。
該角色被Comics Buyer's Guide選為「漫畫史上最性感的女性」中的第93名。

## 虛構傳記
維琪·維爾是一位新聞記者，大多住在哥譚市，曾為DC宇宙的角色工作並推出許多出版物。她經常被描述為布魯斯·韋恩的女友。

## 其他媒體

### 電影
- 《蝙蝠俠》：由金·貝辛格飾演。
- 《蝙蝠俠歸來》：本來負責編寫劇情的山姆·哈姆預計要讓維琪再度登場，並延續前一部的劇情要讓她繼續與布魯斯·韋恩相愛[3]，但是因為會與貓女和布魯斯的互動與曖昧場景起衝突而決定取消該角色。

### 影集
- 《萬惡高譚市》：維琪·維爾的記者姑媽瓦萊麗·維爾（Valerie Vale）由鄭智麟[4]飾演，第三季出場，後期為高登警官的新女友

### 動畫電影
- 《超人/蝙蝠俠：啟示錄》：由Andrea Romano配音。
- 《蝙蝠俠：元年》：由Grey DeLisle配音。

### 電子遊戲
- 《DC 超級英雄 Online》：由Lorrie Singer配音。
- 《樂高蝙蝠俠2：DC超級英雄》：由Anna Vocino配音。
- 《蝙蝠俠：秘密系譜》：以記者身分登場，EP3的最後她會揭露出其身為本作主要反派「阿卡漢女士」（Lady Arkham）的身分，由Erin Yvette、Steven Blum（阿卡漢女士戴上面具時）配音。

#### 蝙蝠俠：阿卡漢系列
- 蝙蝠俠：阿卡漢系列：皆由格蕾·德萊勒配音[5]。
  - 《蝙蝠俠：阿卡漢城市》：搭乘直升機進入到阿卡漢城市內進行報導，但被小丑的黨羽用火箭砲打下直升機，雖幸運生還卻陷入小丑黨羽的狙擊手槍陣之中。最後被蝙蝠俠所救。
  - 《蝙蝠俠：阿卡漢起源》：本來與採訪團隊一起進入黑門監獄報導日曆人的處刑經過，但遭遇黑面具（實為小丑）的劫獄而和團隊一起被困住，然後目擊了蝙蝠俠的出現。之後在小丑佔據高譚皇家酒店時搭乘直升機轉播了蝙蝠俠大戰小丑黨羽的一幕。而在DLC附加事件冷心冷面（Cold, Cold Heart）之中，撞見了急凍人闖入韋恩宅邸的宴會並遭企鵝人的手下們挾持。
  - 《蝙蝠俠：阿卡漢騎士》：在韋恩塔頂樓、布魯斯·韋恩的辦公室裡，可以聽到她對布魯斯親密的電話留言。而在故事最後、蝙蝠俠被稻草人揭穿真實身分後，她會在韋恩莊園前進行現場直播。

## 外部連結
- Vicki Vale on IMDb

Template:NavboxV2